# Sikorsky SH-60 Seahawk
Sikorsky SH-60/MH-60 Seahawk – amerykański wielozadaniowy śmigłowiec morski.

## Rozwój konstrukcji
W latach 70. XX wieku US Navy postanowiło zastąpić śmigłowiec Kaman SH-2 Seasprite nowszą konstrukcją. SH-2 Seasprite był platformą dla Light Airborne Multi-Purpose System (LAMPS) Mark I, powietrznego bazowania systemu walki na morzu i poszukiwania rozbitków. Nowy śmigłowiec miał współpracować z nowszą wersją systemu LAMPS Mark II, której gabaryty uniemożliwiały instalację na SH-2. W połowie lat 70. US Army przeprowadzała konkurs na śmigłowiec transportowy, w którym rywalizowały Sikorsky YUH-60 i Boeing-Vertol YUH-61, toteż Marynarka Wojenna Stanów Zjednoczonych oparła wymagania dla nowego śmigłowca morskiego na wymaganiach tego konkursu aby obniżyć koszty jego stworzenia. Oba zakłady, Sikorsky oraz Boeing-Vertol, nadesłały propozycje morskich wersji śmigłowca w kwietniu 1977. W pierwszej połowie 1978 Marynarka Wojenna wybrała śmigłowiec S-70B, który otrzymał oznaczenie „SH-60B Seahawk”.

### SH-60B Seahawk
Konstrukcja SH-60B jest w 83% zgodna z konstrukcją swojego pierwowzoru, UH-60A. Modyfikacje koncentrowały się przede wszystkim na zwiększeniu odporności maszyny na korozję, wprowadzeniu mocniejszych silników T700, zmianie podwozia, usunięciu lewych drzwi i dodaniu dwóch pylonów do podwieszania uzbrojenia. SH-60B przeznaczono na bazowania na okrętach tj. krążowniki, niszczyciele i fregaty do misji zwalczania okrętów podwodnych i nawodnych. Wyposażone są w detektor MAD AN/ASQ-8, boje sonarowe (do 125 szt.), radar AN/APS-124, opcjonalnie w zasobnik walki elektronicznej ALQ-142. Śmigłowce, które operowały w terenach konfliktów zbrojnych wyposażono dodatkowo w system zakłócania AN/ALQ-144, wyrzutnie flar i dipoli AN/ALE-39, system ostrzegania przed pociskami AN/ARR-47, głowicę obserwacyjną AN/TAS-6A FLIR. 

### SH-60F Oceanhawk
SH-60F jest odmianą SH-60B przeznaczoną do operowania wyłącznie z pokładu lotniskowca. Zastąpił SH-3 Sea King w roli podstawowej maszyny do zwalczania okrętów podwodnych i Search and Rescue. SH-60F uzbrojony jest w torpedę Mk 46 oraz karabiny maszynowe. Jego załoga składa się z dwóch pilotów, operatora sonaru oraz operatora pozostałego wyposażenia służącego do wykrywania i zwalczania okrętów podwodnych. 

### HH-60H Rescue Hawk

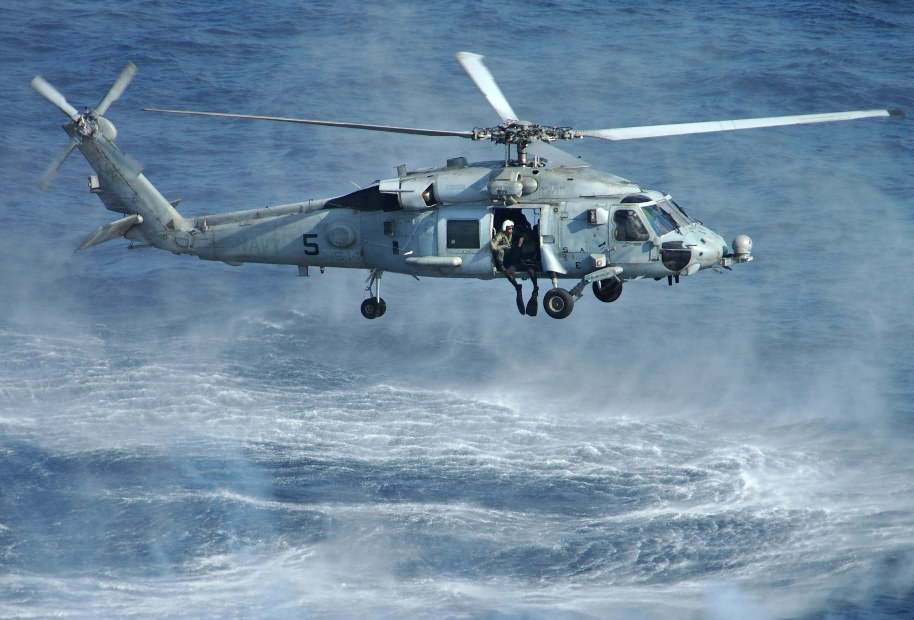
HH-60H opuszczający na linie ratownika-pływaka

HH-60H został opracowany jako podstawowy śmigłowiec Search and Rescue w warunkach bojowych. Na wyposażenie maszyny składa się duża ilość czujników i systemów do obrony przed pociskami wroga.

### MH-60S Knighthawk

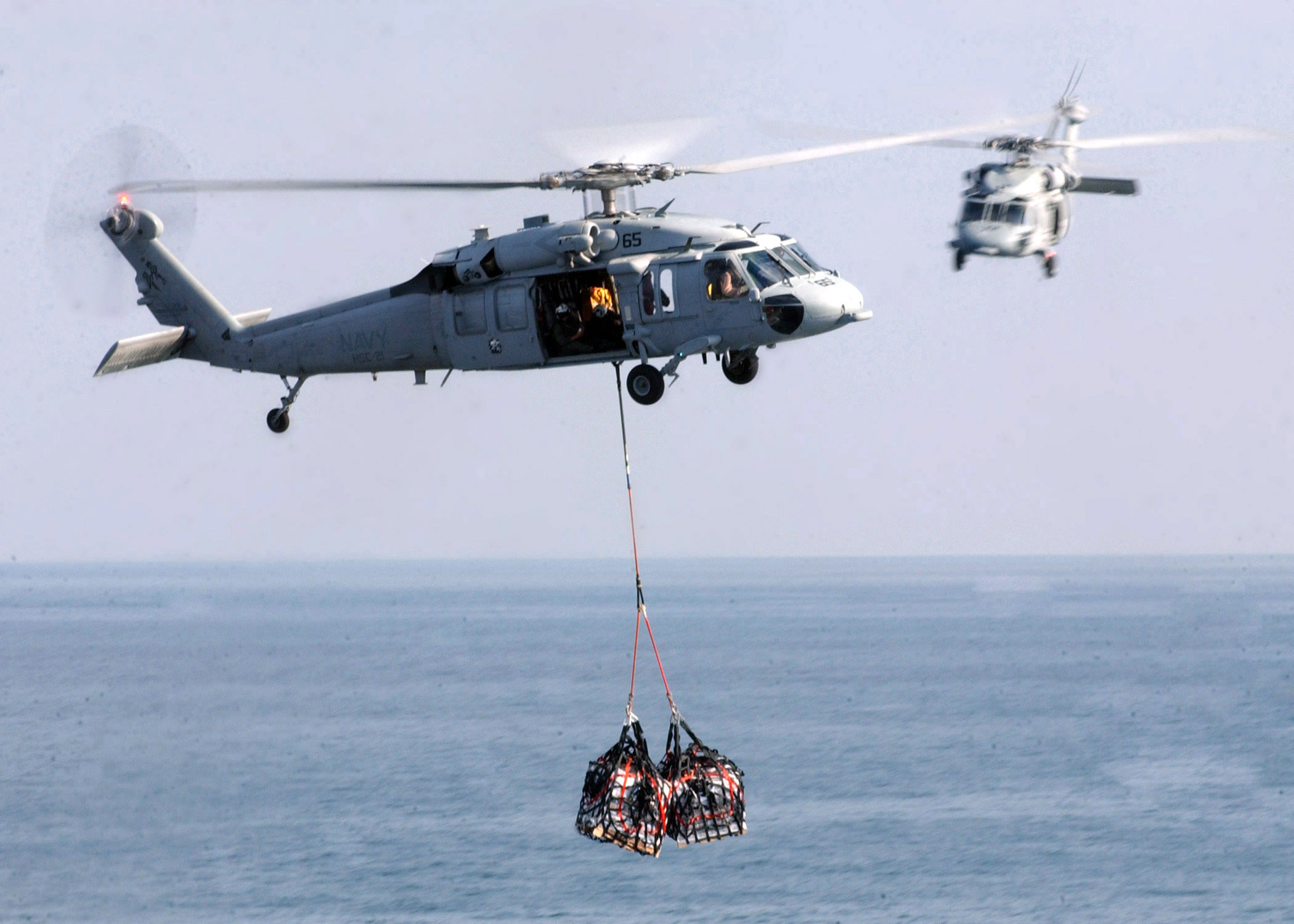
MH-60S Knighthawk dostarcza zapasy na USS Tarawa

Miał zastąpić śmigłowce CH-46D Sea Knight, jednak w związku z rozszerzeniem zakresu zadań przewidzianych dla tej nowej wersji oznaczenie zmieniono na MH-60, gdzie litera "M" oznacza Multi-role (wielozadaniowy). Proces zastępowania starszych typów maszyn w roku 2010 doprowadzić ma do ustanowienia MH-60S – obok MH-60R – pozostającymi jedynymi wersjami tego śmigłowca na wyposażeniu US Navy. Zamówiono 275 sztuk dla US Navy.

### MH-60R Seahawk
Produkowany w celu zastąpienia w służbie wersji SH-60B oraz SH-60F, a zwłaszcza przejęcia ich głównej roli maszyn zwalczania okrętów podwodnych. Zamówiono 249 sztuk dla US Navy.

## Użytkownicy
- Australia: Royal Australian Navy używały 16 S-70B-2 Seahawk, wyprodukowanych około 1990 roku, które służyły na fregatach typu Adelaide. Od 2014 do 27 lipca 2016 dostarczono 24 MH-60R dla ich zastąpienia[6], jako wyposażenie lotnicze fregat ANZAC, niszczycieli Hobart i desantowców Canberra. W 2022 r. zamówiono jeden MH-60R dla zastąpienia egzemplarza utraconego w 2021 r[7].
- Arabia Saudyjska: W 2015 roku zamówiono 10 MH-60R dla RSNF[8]. 1. przekazano w 2018 roku[9].
- Brazylia: Marinha do Brasil wykorzystuje 6 S-70B.
- Dania: Flyvevåbnet posiada dziewięć MH-60R, zamówione w 2012 r.[10], dostarczone w latach 2016-2018[11].
- Grecja: Polemiko Naftiko, dostarczono 11 S-70B-6 Aegean Hawk.
- Hiszpania: Armada Española wykorzystuje 12 S-70B-1 i 6 SH-60F. Pierwsze sześć SH-60B dostarczono w 1988 r., dalsze sześć w latach 2002-2003. Używane jako wyposażenie fregat serii F-80 i F-100, zmodernizowane do wersji Block I. W 2010 r. zamówiono sześć SH-60F wycofanych z US NAVY (dla zastąpienia AB-212+). Ich dostawy rozpoczęto w 2017 r. W 2023 r. zatwierdzono zakup ośmiu MH-60R[12] (dla zastąpienia SH-60B).
- Indie: Indian Navy zamówiła 24 MH-60R w 2020 r., dostawy rozpoczęto w 2021 r[13].
- Izrael: Zamówiono 8 SH-60F[14]
- Japonia: Morskie Siły Samoobrony - 102 SH-60J/K Seahawk zbudowane na licencji przez Mitsubishi.
- Norwegia: Luftforsvaret w 2023 r. wycofały ze służby NH-90 i w trybie pilnym wystąpiły o sprzedaż sześciu MH-60R[15] (wyposażenie fregat Fridtjof Nansen).
- Singapur: Kupił 6 S-70B w 2005.
- Stany Zjednoczone:
  - (United States Navy) - W latach Od 1983-1993 wyprodukowano 181 sztuk SH-60B. W latach 1987–1994 dalsze 76 sztuk SH-60F. Od 1988 dostarczono 42 HH-60H, wykorzystywane od 1989[16]. US Navy wykorzystywała SH-60B w latach 1984-2015[17] oraz SH-60F w latach 1987-2016[18]. Do 2013 dostarczono 234 MH-60S dla zastąpienia CH-46 i HH-60H[19]. W 2015 na stanie było 220 MH-60R, które zastąpiły SH-60B i SH-60F[10].
  - (United States Coast Guard) - W latach 1990–1996 dostarczono 42 poszukiwawczo-ratownicze HH-60J Jayhawk. W latach 2007–2015 wszystkie zmodernizowano do wersji MH-60T, dodatkowo trzy SH-60F marynarki doprowadzono do standardu MH-60T dla uzupełnienia strat[16].
- Tajlandia: W służbie znajduje się sześć S-70B-7 (od 1997) i 2 MH-60S (SAR od 2011).
- Tajwan: Marynarka Republiki Chińskiej wykorzystuje 19 z 21 dostarczonych S-70C(M)-1/2 Thunderhawk. W październiku 2015 roku władze w Tajpej poinformowały, że są zainteresowane kupnem 10 amerykańskich MH-60R. Śmigłowce najprawdopodobniej zostaną nabyte w ramach rządowego programu Foreign Military Sales (FMS), co oznacza że pośrednikiem w ich dostawach będzie US Navy[20].
- Turcja: Türk Deniz Kuvvetleri posiada 24 S-70B-28. 8 dostarczono do 2002, 17 do 2014.